# Coppa del Portogallo (hockey su pista maschile)
La Coppa del Portogallo di hockey su pista (in portoghese Taça de Portugal de Hóquei em Patins) è il secondo torneo in ordine di importanza dopo il campionato portoghese di hockey su pista istituito e organizzato dalla Federazione di pattinaggio del Portogallo.
La squadra che vanta il maggior numero di coppe vinte è il Porto con 19 (l'ultima nel 2023-24), a seguire il Benfica con 15 trofei (l'ultimo nel 2014-15).

## Formula
Il torneo prevede la disputa di tre turni di qualificazione; a seguire, con l'ingresso nel torneo delle squadre di 1ª Divisão vengono disputati i sedicesimi di finale, gli ottavi di finale e i quarti di finale con la formula dell'eliminazione diretta tramite partite di sola andata.
Le vincenti dei quarti di finale disputano le final four per l'assegnazione del torneo in un'unica sede.

## Albo d'oro
| Stagione        | Data                                                  | Vincitore (numero vittorie)                           | Finalista perdente                                    | Risultato                                             | Sede della finale/i                                    |
| --------------- | ----------------------------------------------------- | ----------------------------------------------------- | ----------------------------------------------------- | ----------------------------------------------------- | ------------------------------------------------------ |
| 1963 (1ª)       | 13 novembre                                           | Benfica                                               | Oeiras                                                | 6-2                                                   | Coimbra - ?                                            |
| 1964 (2ª)       | da1 1º settembre 1964 al 22 febbraio 1965             | Malhangalene                                          | Benfica                                               | Girone all'italiana                                   | Lisbona - ? Porto - Pavilhão Rosa Mota                 |
| 1965-1974       | Edizioni non disputate                                | Edizioni non disputate                                | Edizioni non disputate                                | Edizioni non disputate                                | Edizioni non disputate                                 |
| 1975-1976 (3ª)  | 28 febbraio                                           | Sporting CP                                           | Oeiras                                                | 7-1                                                   | Coimbra - ?                                            |
| 1976-1977 (4ª)  | 25 aprile                                             | Sporting CP (2)                                       | Oeiras                                                | 4-3                                                   | Ponta Delgada - ?                                      |
| 1977-1978 (5ª)  | 11 febbraio                                           | Benfica (2)                                           | Oeiras                                                | 6-3                                                   | Lisbona - ?                                            |
| 1978-1979 (6ª)  | 17 febbraio                                           | Benfica (3)                                           | Porto                                                 | 7-1                                                   | Marinha Grande - ?                                     |
| 1979-1980 (7ª)  | 26 gennaio                                            | Benfica (4)                                           | Sporting CP                                           | 1-0                                                   | Cascais - ?                                            |
| 1980-1981 (8ª)  | 15 giugno                                             | Benfica (5)                                           | Porto                                                 | 5-3                                                   | Marinha Grande - ?                                     |
| 1981-1982 (9ª)  | 19 giugno                                             | Benfica (6)                                           | Porto                                                 | 5-3                                                   | Porto - Pavilhão Rosa Mota                             |
| 1981-1982 (9ª)  | 30 giugno                                             | Benfica (6)                                           | Porto                                                 | 8-7                                                   | Lisbona - ?                                            |
| 1982-1983 (10ª) | 11 dicembre                                           | Porto                                                 | Benfica                                               | 8-3                                                   | Porto - Pavilhão Rosa Mota                             |
| 1982-1983 (10ª) | 18 dicembre                                           | Porto                                                 | Benfica                                               | 4-7                                                   | Lisbona - ?                                            |
| 1983-1984 (11ª) | 2 giugno                                              | Sporting CP (3)                                       | Porto                                                 | 7-9                                                   | Porto - Pavilhão Rosa Mota                             |
| 1983-1984 (11ª) | 9 giugno                                              | Sporting CP (3)                                       | Porto                                                 | 7-4                                                   | Lisbona - ?                                            |
| 1984-1985 (12ª) | 1º dicembre                                           | Porto (2)                                             | Sanjoanense                                           | 6-1                                                   | São João da Madeira - ?                                |
| 1984-1985 (12ª) | 8 dicembre                                            | Porto (2)                                             | Sanjoanense                                           | 8-3                                                   | Porto - Pavilhão Rosa Mota                             |
| 1985-1986 (13ª) | 9 novembre                                            | Porto (3)                                             | Benfica                                               | 6-3                                                   | Porto - Pavilhão Rosa Mota                             |
| 1985-1986 (13ª) | 16 novembre                                           | Porto (3)                                             | Benfica                                               | 6-3                                                   | Lisbona - ?                                            |
| 1986-1987 (14ª) | 1º agosto                                             | Porto (4)                                             | Oliveirense                                           | 5-3                                                   | Porto - Pavilhão Rosa Mota                             |
| 1986-1987 (14ª) | 8 agosto                                              | Porto (4)                                             | Oliveirense                                           | 6-2                                                   | Oliveira de Azeméis - Pavilhão Dr. Salvador Machado    |
| 1987-1988 (15ª) | 1º luglio                                             | Porto (5)                                             | Sporting CP                                           | 4-3                                                   | Anadia - ?                                             |
| 1988-1989 (16ª) | 15 luglio                                             | Porto (6)                                             | Paço de Arcos                                         | 6-2                                                   | Oliveira do Hospital - ?                               |
| 1989-1990 (17ª) | 16 giugno                                             | Sporting CP (4)                                       | Barcelos                                              | 5-4 (dts)                                             | Cascais - ?                                            |
| 1990-1991 (18ª) | 1º giugno                                             | Benfica (7)                                           | Turquel                                               | 3-1                                                   | Carregal do Sal - ?                                    |
| 1991-1992 (19ª) | 13 giugno                                             | Barcelos                                              | Académica                                             | 8-0                                                   | Paredes - ?                                            |
| 1992-1993 (20ª) | 19 giugno                                             | Barcelos (2)                                          | Benfica                                               | 5-4                                                   | Figueira da Foz - ?                                    |
| 1993-1994 (21ª) | 26 giugno                                             | Benfica (8)                                           | Sporting CP                                           | 11-3                                                  | Angra do Heroísmo - ?                                  |
| 1994-1995 (22ª) | 24 giugno                                             | Benfica (9)                                           | Barcelos                                              | 6-5                                                   | Valença - ?                                            |
| 1995-1996 (23ª) | 29 giugno                                             | Porto (7)                                             | Oliveirense                                           | 5-4                                                   | Sintra - ?                                             |
| 1996-1997 (24ª) | 6 luglio                                              | Oliveirense                                           | Barcelos                                              | 3-3 (dts) (4-1 dtr)                                   | Sesimbra - ?                                           |
| 1997-1998 (25ª) | 1º giugno                                             | Porto (8)                                             | Benfica                                               | 7-4                                                   | Lousada - ?                                            |
| 1998-1999 (26ª) | 9 maggio                                              | Porto (9)                                             | Barcelos                                              | 3-3 (dts) (2-0 dtr)                                   | Porto Santo - ?                                        |
| 1999-2000 (27ª) | 26 marzo                                              | Benfica (10)                                          | Porto                                                 | 2-0                                                   | Fafe - ?                                               |
| 2000-2001 (28ª) | 8 aprile                                              | Benfica (11)                                          | Barcelos                                              | 4-2                                                   | Arrifana - ?                                           |
| 2001-2002 (29ª) | 15 giugno                                             | Benfica (12)                                          | Barcelos                                              | 6-1                                                   | Sintra - ?                                             |
| 2002-2003 (30ª) | 13 luglio                                             | Barcelos (3)                                          | Benfica                                               | 6-3                                                   | Madalena - ?                                           |
| 2003-2004 (31ª) | 11 luglio                                             | Barcelos (4)                                          | Alenquer Benfica                                      | 5-1                                                   | Oliveira de Azeméis - Pavilhão Dr. Salvador Machado    |
| 2004-2005 (32ª) | 3 luglio                                              | Porto (10)                                            | Benfica                                               | 2-2 (dts) (1-0 dtr)                                   | Entroncamento - ?                                      |
| 2005-2006 (33ª) | 18 giugno                                             | Porto (11)                                            | Juventude Viana                                       | 7-4                                                   | Mealhada - ?                                           |
| 2006-2007 (34ª) | 27 maggio                                             | Académico Cambra                                      | Braga                                                 | 4-4 (dts) (2-1 dtr)                                   | São João da Madeira - ?                                |
| 2007-2008 (35ª) | 29 giugno                                             | Porto (12)                                            | Braga                                                 | 5-1                                                   | Aljustrel - ?                                          |
| 2008-2009 (36ª) | 14 giugno                                             | Porto (13)                                            | Benfica                                               | 2-1                                                   | Entroncamento - ?                                      |
| 2009-2010 (37ª) | 20 giugno                                             | Benfica (13)                                          | Fisica                                                | 6-1                                                   | Paço de Arcos - Pavilhão Gimnodesportivo               |
| 2010-2011 (38ª) | 19 giugno                                             | Oliveirense (2)                                       | Candelária                                            | 5-2                                                   | Coimbra - Pavilhão Multidesportos Dr Mário Mexia       |
| 2011-2012 (39ª) | 24 giugno                                             | Oliveirense (3)                                       | Benfica                                               | 3-1                                                   | São João da Madeira - Pavilhão Municipal das Travessas |
| 2012-2013 (40ª) | 23 giugno                                             | Porto (14)                                            | Oliveirense                                           | 5-3                                                   | Barcelos - Pavilhão Municipal                          |
| 2013-2014 (41ª) | 8 giugno                                              | Benfica (14)                                          | Porto                                                 | 8-3                                                   | Turquel - ?                                            |
| 2014-2015 (42ª) | 24 maggio                                             | Benfica (15)                                          | Sporting CP                                           | 3-0                                                   | Vila Franca de Xira - ?                                |
| 2015-2016 (43ª) | 19 giugno                                             | Porto (15)                                            | Benfica                                               | 4-2                                                   | Ponte de Lima - ?                                      |
| 2016-2017 (44ª) | 25 giugno                                             | Porto (16)                                            | Sporting Tomar                                        | 5-1                                                   | Gondomar - ?                                           |
| 2017-2018 (45ª) | 17 giugno                                             | Porto (17)                                            | Valongo                                               | 3-2 (dts)                                             | Tomar - ?                                              |
| 2018-2019 (46ª) | 2 giugno                                              | Oliveirense (4)                                       | Benfica                                               | 5-2                                                   | Oliveira de Azeméis - Pavilhão Dr. Salvador Machado    |
| 2019-2020 (47ª) | Edizioni annullate a causa della pandemia di COVID-19 | Edizioni annullate a causa della pandemia di COVID-19 | Edizioni annullate a causa della pandemia di COVID-19 | Edizioni annullate a causa della pandemia di COVID-19 | Edizioni annullate a causa della pandemia di COVID-19  |
| 2020-2021 (48ª) | Edizioni annullate a causa della pandemia di COVID-19 | Edizioni annullate a causa della pandemia di COVID-19 | Edizioni annullate a causa della pandemia di COVID-19 | Edizioni annullate a causa della pandemia di COVID-19 | Edizioni annullate a causa della pandemia di COVID-19  |
| 2021-2022 (49ª) | 9 aprile                                              | Porto (18)                                            | Benfica                                               | 5-1                                                   | Paredes - ?                                            |
| 2022-2023 (50ª) | 30 aprile                                             | Sporting Tomar                                        | Sporting CP                                           | 8-6                                                   | Tomar - ?                                              |
| 2023-2024 (51ª) | 28 aprile                                             | Porto (19)                                            | Barcelos                                              | 3-2                                                   | Barcelos - Pavilhão Municipal                          |

## Edizioni vinte e perse per squadra
| Squadra          | Vittorie | Secondi posti | Anni vittorie                                                                                                   | Anni secondi posti                                                    |
| ---------------- | -------- | ------------- | --- | --------------------------------------------------------------------- |
| Porto            | 19       | 6             | 1983, 1985, 1986, 1987, 1988, 1989, 1996, 1998, 1999, 2005 2006, 2008, 2009, 2013, 2016, 2017, 2018, 2022, 2024 | 1979, 1981, 1982, 1984, 2000, 2014                                    |
| Benfica          | 15       | 12            | 1963, 1978, 1979, 1980, 1981, 1982, 1991, 1994, 1995, 2000 2001, 2002, 2010, 2014, 2015                         | 1964, 1983, 1986, 1993, 1998, 2003, 2005, 2009, 2012, 2016 2019, 2022 |
| Barcelos         | 4        | 7             | 1992, 1993, 2003, 2004                                                                                          | 1990, 1995, 1997, 1999, 2001, 2002, 2024                              |
| Sporting CP      | 4        | 5             | 1976, 1977, 1984, 1990                                                                                          | 1980, 1988, 1994, 2015, 2023                                          |
| Oliveirense      | 4        | 3             | 1997, 2011, 2012, 2019                                                                                          | 1987, 1996, 2013                                                      |
| Sporting Tomar   | 1        | 1             | 2023 | 2017                                                                  |
| Malhangalene     | 1        | 0             | 1964 |                                                                       |
| Académico Cambra | 1        | 0             | 2007 |                                                                       |
| Oeiras           | 0        | 4             | | 1963, 1976, 1977, 1978                                                |
| Braga            | 0        | 2             | | 2007, 2008                                                            |
| Sanjoanense      | 0        | 1             | | 1985                                                                  |
| Paço de Arcos    | 0        | 1             | | 1989                                                                  |
| Turquel          | 0        | 1             | | 1991                                                                  |
| Académica        | 0        | 1             | | 1992                                                                  |
| Alenquer Benfica | 0        | 1             | | 2004                                                                  |
| Juventude Viana  | 0        | 1             | | 2006                                                                  |
| Fisica           | 0        | 1             | | 2010                                                                  |
| Candelária       | 0        | 1             | | 2011                                                                  |
| Valongo          | 0        | 1             | | 2018                                                                  |